# ダニエル・ローガン
ダニエル・ローガン（Daniel Logan, 1987年6月6日 - ）は、ニュージーランド出身の俳優である。

## 出演作品
- Star Wars: Underworld Boba Fett
- The Griddle House Joe役
- シャークネード4 The 4th Awakenes Captain Fett
- Star Trek Continues Ensign Tongaroa
- スター・ウォーズ エピソード2/クローンの攻撃（ボバ・フェット）
- スター・ウォーズ/クローン・ウォーズ（ボバ・フェット）
- The Legend of Johnny Lingo
- TakaPu: A Gannet in the South Seas
- Hercules: The Legendary Journeys
- Shortland Street